# Desa Karoya (administrativ by i Indonesien, lat -6,67, long 107,34)
Desa Karoya är en administrativ by i Indonesien.   Den ligger i provinsen Jawa Barat, i den västra delen av landet, 70 km sydost om huvudstaden Jakarta.